# 四丰乡
四丰乡，是中华人民共和国黑龙江省佳木斯市郊区下辖的一个乡镇级行政单位。

## 行政区划
四丰乡下辖以下地区：
四丰社区、花园村、顺山堡村、四丰村、新鲜村、四合山村、松木河村、团结村、董家村、四丰山园艺畜牧场生活区、松木河林场生活区和四丰林场生活区。